# 파이퍼사 대 레이노 사건
파이퍼사 대 레이노 사건(Piper Aircraft Co. v. Reyno)은 1981년 미국의 연방대법원에 의해 취하된 사건이다.
1976년 미국에서 제작된 여객기가 영국의 스코틀랜드에서 추락하여 조종사와 탑승하고 있던 승객이 6명이 모두 사망하는 사건이 발생하였다. 사망한 탑승자 유가족(원고)은 미국 펜실베이니아주 지방법원에 미국의 여객기 제작사 파이퍼사(Piper Aircraft Co.)를 피고로 민사소송을 제기한다. 피고는 사고가 미국이 아닌 스코틀랜드에서 발생하였고 원고의 주소지가 모두 스코틀랜드이므로 스코틀랜드 소재 법원에서 소송이 제기되어야 하는 바 부적정법원의 신청(Motion for forum non conveinence)를 법원에 제출하였다. 이에 대해 원고는 스코틀랜드 법이 미국의 법률보다 원고에 불리하다는 이유로 이의를 제기하였으며 미국의 연방대법원은 원고의 이의를 이유없음으로 취하하였다.